# Antiquities
Antiquities è il secondo set di espansione del gioco di carte collezionabili Magic: l'Adunanza. In vendita dal marzo 1994, Antiquities è un set indipendente e non fa parte di alcun blocco tematico.

## Ambientazione
Per la prima volta le carte di un set di Magic sono modellate a partire da una storia originale.
La storia di Magic: l'Adunanza è ambientata in un multiverso conosciuto come Dominia, ed inizia nel piano dimensionale di Dominaria, nel continente di Terisiare. Un gruppo di archeologi della nazione di Argivia, sotto la direzione di Tocasia rinviene un gran numero di artefatti e costrutti meccanici risalenti ad una civiltà scomparsa da millenni, chiamata Thran. Due giovani studenti di Tocasia, i fratelli Urza e Mishra, scoprono una grotta a Koilos, all'interno della quale trovano una strana pietra, che si scopre possedere al proprio interno un immenso potere magico, oltre che essere la chiave per poter riattivare le antiche macchine Thran. Quando i due fratelli toccano la pietra però, questa si separa in due parti. Inizia allora una spietata lotta fratricida per il controllo di entrambi i frammenti, le antiche ma avanzatissime tecnologie Thran vengono nuovamente utilizzate in una guerra, che si estende per tutto il continente. La "guerra dei fratelli" culminerà con la vaporizzazione dell'isola di Argoth e della civiltà che la popolava ad opera di un potentissimo artefatto denominato Sylex, con la morte di Mishra e l'ascensione di Urza alla condizione di viandante dimensionale.

## Caratteristiche

Il simbolo dell'espansione

Antiquities è composta da 100 carte, stampate a bordo nero, così ripartite:
- per colore: 7 bianche, 7 blu, 7 nere, 7 rosse, 7 verdi, 44 incolori, 21 terre.
- per rarità: 59 non comuni e 41 comuni.

Il simbolo dell'espansione è un'incudine, e si presenta in bianco e nero indipendente dalla rarità delle carte.
Antiquities era disponibile in bustine da 8 carte assortite casualmente (2 non comuni e 6 comuni).
Antiquities è stata stampata solo in lingua inglese. Alcune carte in italiano e con il simbolo dell'incudine sono tuttavia presenti nell'espansione italiana Rinascimento (quelle invece a bordo bianco, ma in inglese, fanno parte dell'espansione Chronicles).
Il set è stato sviluppato dal gruppo di studenti della University of Pennsylvania che aveva aiutato Richard Garfield a creare il gioco.
Cinque carte Terra sono state stampate in quattro versioni differenti per l'illustrazione e la rarità, quindi il set è composto in realtà da sole 85 carte diverse.
Per un errore di stampa la carta Reconstruction non possiede il simbolo dell'espansione; per un errore simile esistono due versioni della carta Tawnos's Weaponry, a una manca il cerchio grigio intorno al costo di attivazione, entrambe le versioni sono ugualmente rare.

## Novità
L'espansione non introduce nel gioco nuove regole o abilità.